# Portone di Bronzo

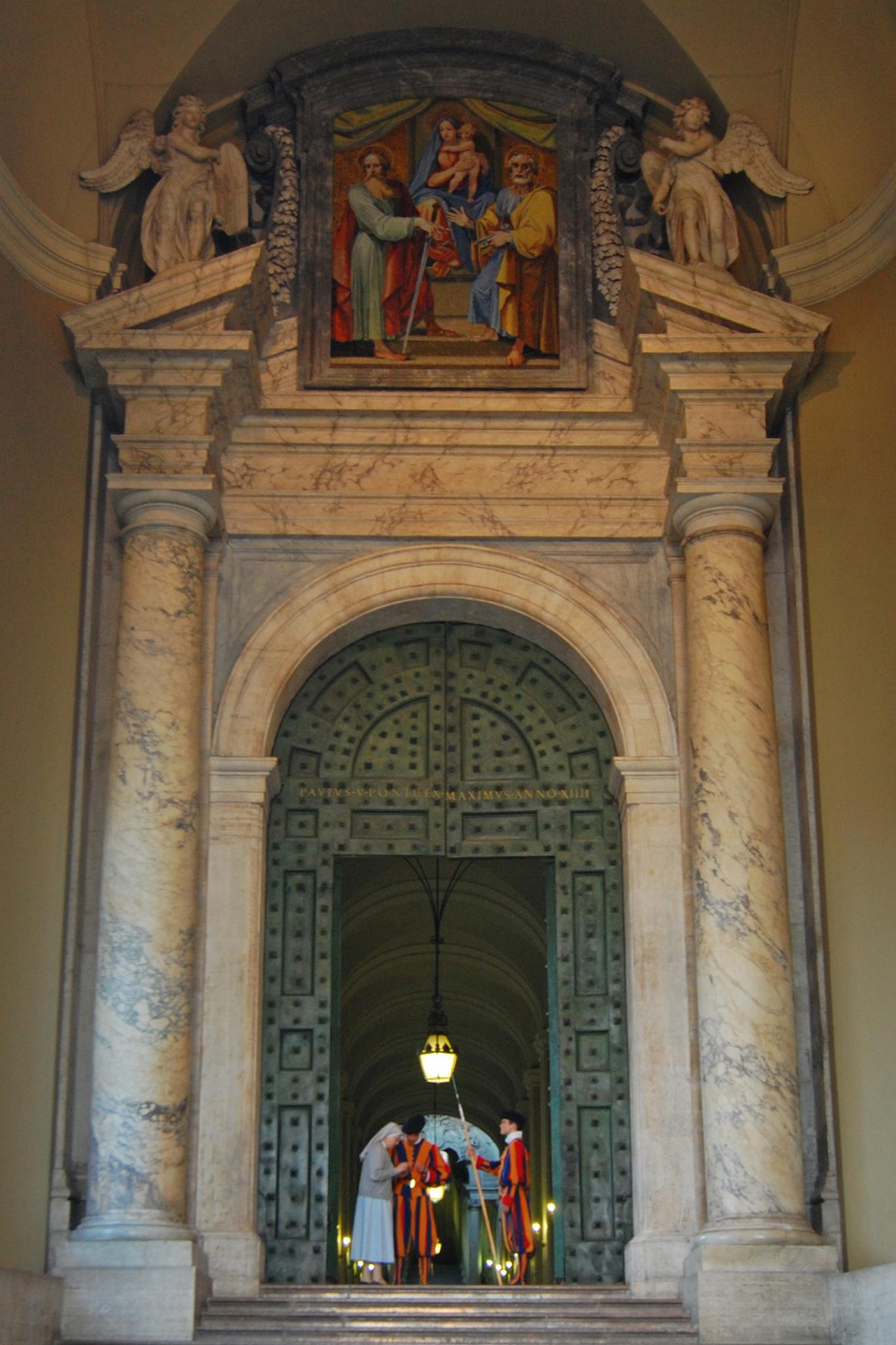
Portone di Bronzo, Eingang zum Apostolischen Palast

Das Bronzetor (italienisch: Portone di bronzo) ist das Haupttor des Apostolischen Palasts und eines der drei Tore, durch die man den Vatikanstaat betreten kann.

## Lage und Bedeutung
Das Tor befindet sich am westlichen Ende des Nordbogens der Kolonnaden des Petersplatzes, eigentlich tief innerhalb des vatikanischen Staatsgebiets; jedoch führt zu ihm der Ricciolo d’Italia („Locke Italiens“), ein schmaler Streifen italienischen Staatsgebiets, der von der Via di Porta Angelica nördlich am Kolonnadenarm entlang zum Bronzetor verläuft. 
Zum Tor führt eine 20-stufige Treppe in drei Abschnitten hinauf. Hinter dem Tor leitet ein breiter Flur zur Scala Regia. Die wesentlich von Gian Lorenzo Bernini gestaltete Gesamtanlage ist ein Meisterwerk der Repräsentationsarchitektur.
Das zweiflügelige Portal ist eingefügt in eine Ädikula mit offenem Giebeldreieck. Dort zeigt ein Wandgemälde die Apostel Petrus und Paulus als Hüter des Zugangs zur Gottesmutter mit dem Kind. Die Inschrift am Bronzetor besagt, dass Papst Paul V. ihm im 14. Jahr seines Pontifikats (1619) die heutige Gestalt gab. 
Der Ausdruck „hinter dem Bronzetor“ wird verwendet, um Ereignisse zu beschreiben, die im Vatikan stattfinden.
In seinem essayistisch angelegten Band Das Bronzetor: Römische Notizen (1959) beschreibt der Romancier und Essayist Tadeusz Breza den politischen Einfluss des Vatikans auf das gesellschaftliche Leben Italiens.